# Майнцская ветчина
Из окороков наилучшая репутация у байоннских и майнцских; объясняется это и способом приготовления ветчины, и личным достоинством свиней, в Байонне и Майнце вскормленных: под этими разными небесами достигают они почти равного совершенства.

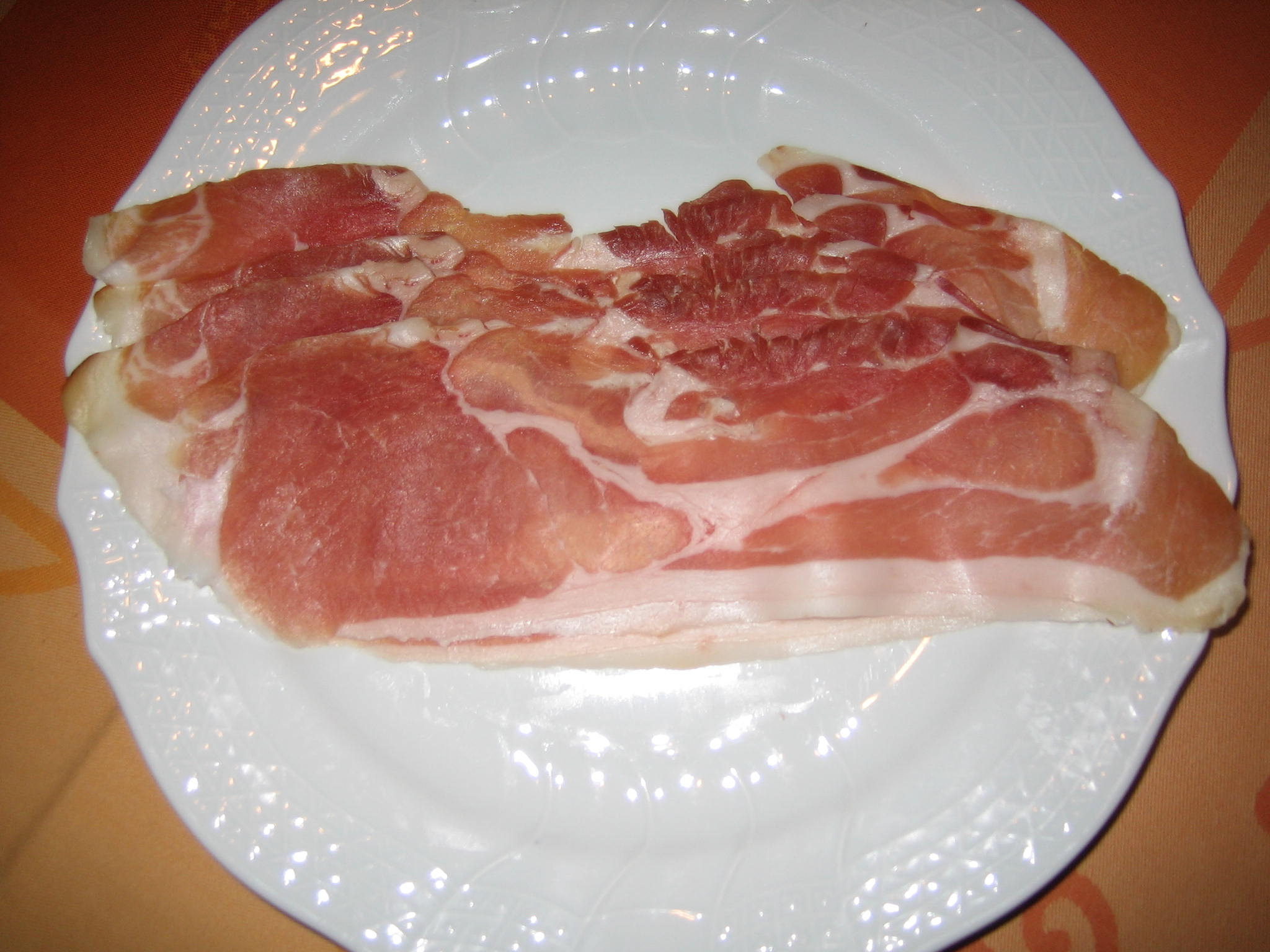
Современная майнцская ветчина

Майнцская ветчина (нем. Mainzer Schinken) — копчёная ветчина из Майнца, популярная в Европе со времён позднего Средневековья и до Второй мировой войны благодаря достаточно длительному сроку хранения. В XVI — начале XX века являлась важной статьёй экспорта Германии, преимущественно во Францию, где считалась деликатесом. Производство майнцской ветчины значительно сократилось вследствие Первой мировой войны и изобретения холодильников и окончательно остановилось в условиях разрушенного города после Второй мировой войны. С 2007 года ветчина под традиционной торговой маркой Jambon de Mayence производится одним из майнцских предприятий по восстановленным старинным рецептам, распространённым не только в Майнце, но и на юге Германии в целом.
Мясо для майнцской ветчины обрабатывают солью с селитрой, нитратом натрия или калия сухим или мокрым методом, а спустя неделю перед копчением погружают в винный спирт с измельчённой можжевеловой ягодой. В «Экономической энциклопедии» Иоганна Георга Крюница утверждалось, что мясо, приготовленное по такому рецепту, приобретает не только очень красивый красный оттенок, но превосходный вкус, а также становится почти таким же твёрдым, как дерево.
Франсуа Рабле упоминал майнцскую ветчину наравне с байоннской в «Гаргантюа и Пантагрюэль». Майнцская ветчина встречается также в романе «Сатиры» Никола Буало и в заглавии одного из рассказов у Эркман-Шатриан: La Taverne du jambon de Mayence. Майнцскую ветчину расхваливал и будущий президент США Томас Джефферсон, побывавший в Майнце в бытность американским дипломатом. О копчёных окороках вспоминает в «неопрятном» городе Майнце героиня знаменитой в своё время макаронической поэмы начала 1840-х годов «Сенсации и замечания г-жи Курдюковой за границей, дан л’Этранже» И. П. Мятлева.